# Daphne Young

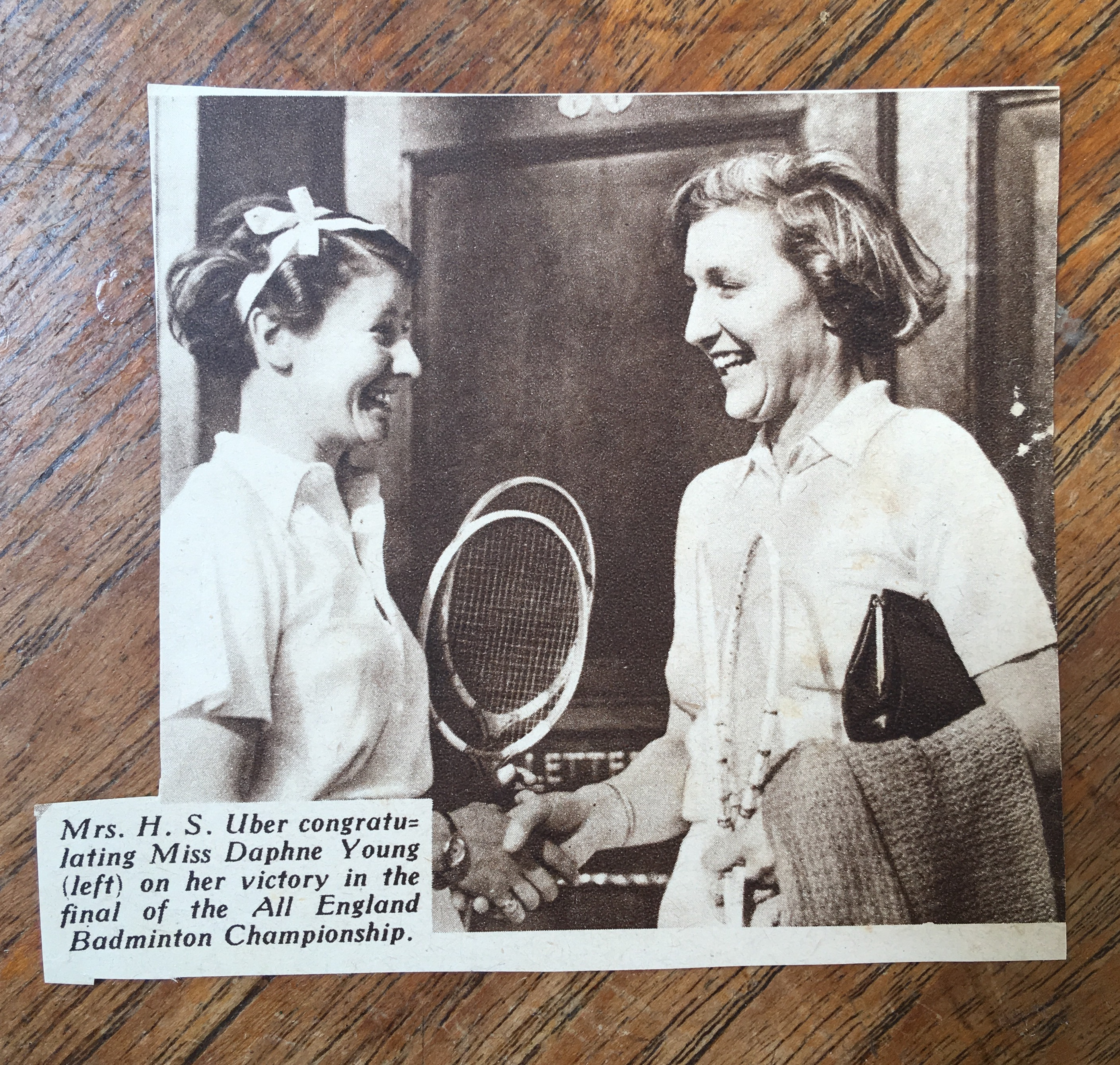
Daphne Young (links), gratuliert durch Mixed-Doppel-Siegerin Betty Uber.

Daphne M. C. Young (* 14. Juni 1915 in Bedford; † 30. April 1993, verheiratete Daphne Warrington) war eine englische Badmintonspielerin.

## Karriere
Daphne Young gewann Ende der 1930er Jahre mehrere Titel bei bedeutenden europäischen Meisterschaften. So war sie 1937 bei den French Open, den Welsh International und den Scottish Open erfolgreich. 1938 wurde ihr erfolgreichstes Jahr, als sie sowohl die French Open, Irish Open als auch die prestigeträchtigen All England gewann.

## Erfolge
| Saison | Veranstaltung       | Disziplin   | Platz | Name                        |
| ------ | ------------------- | ----------- | ----- | --------------------------- |
| 1937   | French Open         | Damendoppel | 1     | Daphne Young / Mavis Green  |
| 1937   | Scottish Open       | Dameneinzel | 1     | Daphne Young                |
| 1937   | Welsh International | Dameneinzel | 1     | Daphne Young                |
| 1938   | Irish Open          | Damendoppel | 1     | Daphne Young / Norma Stoker |
| 1938   | French Open         | Damendoppel | 1     | Daphne Young / Mavis Green  |
| 1938   | French Open         | Dameneinzel | 1     | Daphne Young                |
| 1938   | Irish Open          | Dameneinzel | 1     | Daphne Young                |
| 1938   | All England         | Dameneinzel | 1     | Daphne Young                |